# Ronde van Italië 2020/Vijfde etappe
De vijfde etappe van de Ronde van Italië 2020 werd verreden op 7 oktober tussen Mileto en Camigliatello Silano. 
| Mileto – Camigliatello Silano (225,0 km) |                 |                       |          |
| Plaats                                   | Naam            | Ploeg                 | Tijd     |
| 1                                        | Filippo Ganna   | Team INEOS Grenadiers | 5u59'17" |
| 2                                        | Patrick Konrad  | BORA-hansgrohe        | + 34"    |
| 3                                        | João Almeida    | Deceuninck–Quick-Step | z.t.     |
| 4                                        | Wilco Kelderman | Team Sunweb           | z.t.     |
| 5                                        | Lucas Hamilton  | Mitchelton-Scott      | z.t.     |
| 6                                        | Jai Hindley     | Team Sunweb           | z.t.     |
| 7                                        | Harm Vanhoucke  | Lotto Soudal          | z.t.     |
| 8                                        | Peio Bilbao     | Bahrain McLaren       | z.t.     |
| 9                                        | Jakob Fuglsang  | Astana Pro Team       | z.t.     |
| 10                                       | Fausto Masnada  | Deceuninck–Quick-Step | z.t.     |

| Algemeen klassement |                    |                       |           |
| Plaats              | Naam               | Ploeg                 | Tijd      |
| Roze trui           | João Almeida       | Deceuninck–Quick-Step | 17u06'23" |
| 2                   | Peio Bilbao        | Bahrain McLaren       | + 43"     |
| 3                   | Wilco Kelderman    | Team Sunweb           | + 48"     |
| 4                   | Harm Vanhoucke     | Lotto Soudal          | + 59"     |
| 5                   | Vincenzo Nibali    | Trek-Segafredo        | + 1'01"   |
| 6                   | Domenico Pozzovivo | NTT Pro Cycling       | + 1'05"   |
| 7                   | Jakob Fuglsang     | Astana Pro Team       | + 1'19"   |
| 8                   | Steven Kruijswijk  | Team Jumbo-Visma      | + 1'21"   |
| 9                   | Patrick Konrad     | BORA-hansgrohe        | + 1'26"   |
| 10                  | Rafał Majka        | BORA-hansgrohe        | + 1'32"   |

## Opgaves
- Benjamin Thomas (Groupama-FDJ): Gaf ziek op tijdens de etappe
- Pieter Weening (Trek-Segafredo): Afgestapt vanwege duizeligheid ten gevolge van een val in de 4e etappe

1e etappe ·
2e etappe ·
3e etappe ·
4e etappe ·
5e etappe ·
6e etappe ·
7e etappe ·
8e etappe ·
9e etappe ·
10e etappe ·
11e etappe ·
12e etappe ·
13e etappe ·
14e etappe ·
15e etappe ·
16e etappe ·
17e etappe ·
18e etappe ·
19e etappe ·
20e etappe ·
21e etappe
Startlijst · Eindstanden · Afbeeldingen